# Игнасио Касано
Игнасио Касано (на испански: Ignacio Casano) е аржентински актьор и модел, живеещ в Мексико, завършил магистратура по бизнес администрация, изучавал в продължение на три години психология. Първата си главна роля получава през 2015 г. във втората част на мексиканската теленовелата Не ме оставяй, продуцирана от Карлос Морено Лагийо.

## Филмография

### Теленовели
- Съпругът ми има семейство (2017-2019) – Уго Агилар Ривера
- Не ме оставяй (2015-2016) – Маурисио Фонсека Мурат
- Това, което животът ми открадна (2013-2014) – Бенхамин Алмонте (млад)
- Да лъжеш, за да живееш (2013) – Мике Родригес

### Сериали
- Como dice el dicho (2014)
- Nueva vida (2013) – Елиас
- Miss XV (2012) – Себастиан Д'Акоста

## Награди и номинации
Награди TVyNovelas
| Година | Категория                | Теленовела    | Резултат  |
| ------ | ------------------------ | ------------- | --------- |
| 2016   | Най-добро мъжко откритие | Не ме оставяй | Номиниран |